# Lahae (Aldeia)
Lahae ist eine osttimoresische Aldeia im Suco Lahae (Verwaltungsamt Aileu, Gemeinde Aileu). 2015 lebten in der Aldeia 543 Menschen.

## Geographie
Lahae nimmt den gesamten Norden des gleichnamigen Sucos ein. Südlich liegen die Aldeias Eralolo und Lacasori. Die Grenze bildet der Daisoli, ein Nebenfluss des Nördlichen Lacló. Im Osten grenzt Lahae an den Suco Bandudato, im Westen an den Suco Liurai und im Südwesten an den Suco Fatubossa. Von Nord nach Süd durchquert die Mitte die Überlandstraße von Aileu nach Maubisse. An ihr befindet sich im Zentrum der Ort Lahae, dessen Norden auch als Denhuni bezeichnet wird. In dem Dorf überquert die Überlandstraße einen Fluss über die Ponte Bo'ot Denhuni (deutsch Große Denhuni-Brücke).

## Politik
2023 wurde Domingos de Oliveira zum Chefe de Aldeia gewählt.